# Радищевское муниципальное образование (Новоузенский район)
Радищевское сельское поселение— муниципальное образование в составе Новоузенского района Саратовской области. Административный центр — посёлок Радищево. На территории поселения находятся 10 населённых пунктов — 3 посёлка, 1 село, 6 хуторов.

## Населённые пункты
- посёлок Радищево — административный центр;
- посёлок Степной;
- посёлок Карев;
- село Августовка (Саратовская область);
- хутор Ветряк;
- хутор Дейков;
- хутор Казённый;
- хутор Новые Лапти;
- хутор Тишкин;
- хутор Шкоков.